# التطهير الشامل

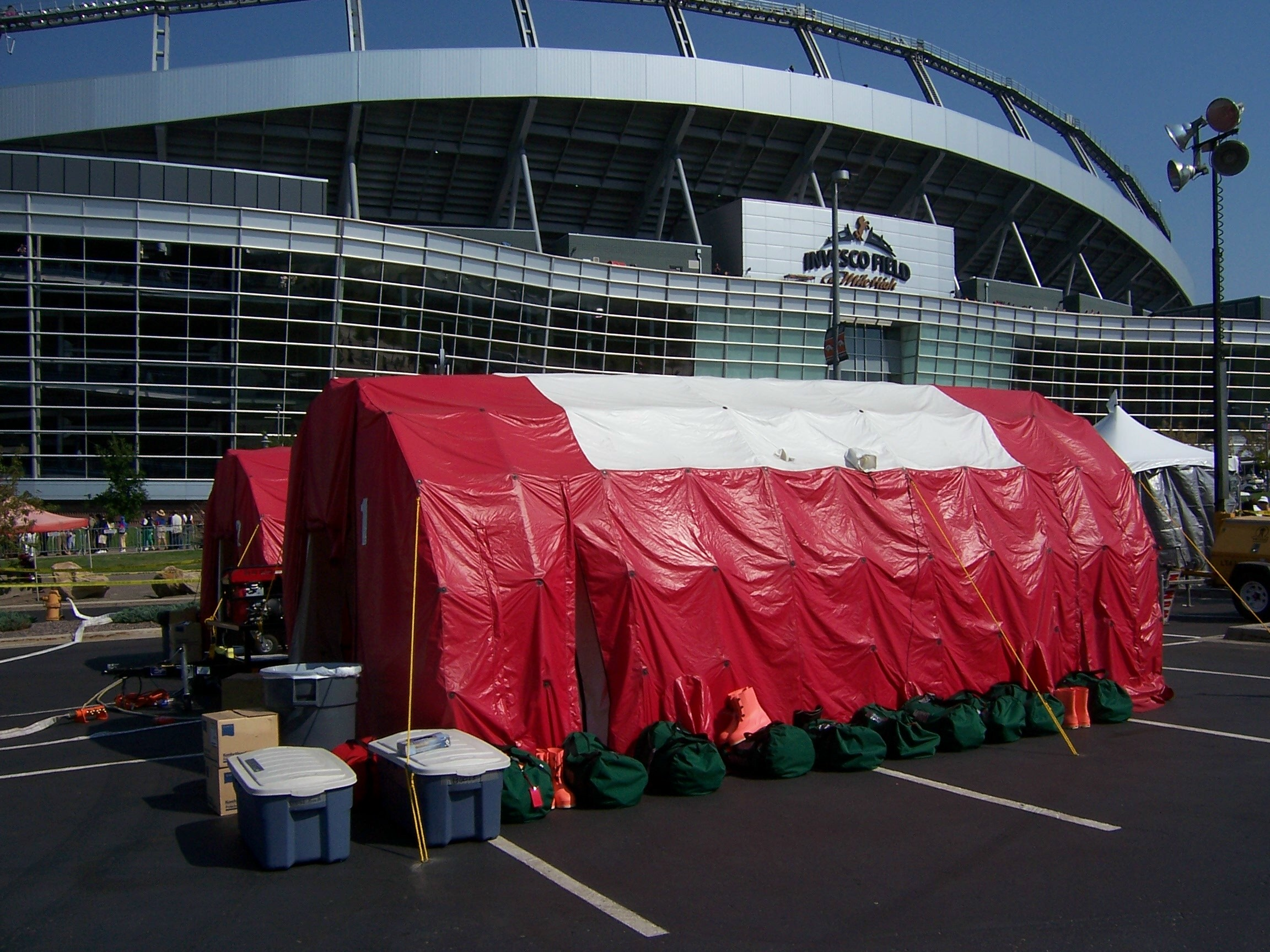
خيام تطهير أمام ملعب إينفسكو

التطهير الشامل هو تطهير عدد كبير من الأشخاص، في حالة التلوث الصناعي أو العرَضي أو المتعمّد عن طريق المواد السامة أو المعدية أو الكاوية أو الملوثة أو غير الصحية أو الضارة.

## الهستيريا الجماعية والجوانب الأمنية
غالبًا ما تكون مشاهد التلوث الجماعي (هستيريا جماعية)، حيث يعيش آلاف الضحايا حالة من الذعر. لذلك قد يتطلب التطهير الجماعي إشرافاً من جهات الشرطة والأمن للمساعدة في الحفاظ على النظام. يمكن للتطهير الشامل في ظل هذه الظروف أن يأخذ بعض سمات الاعتقالات الجماعية، كجمع الضحايا قسراً، ثم معالجتهم داخل مناطق الاحتجاز. يتم دعم عمليات التطهير المحلية الناجحة بشكل كبير من خلال التعاون الوثيق بين الشرطة وإدارات الإطفاء. يمكن للجمهور المنظم والواعي أن يكون مستعدًا بشكل جيد لحالات الطوارئ المحتملة وأقل عرضة لحالات الذعر. قد تكون هناك حاجة في بعض الأحيان لعدد من متطوعين لزيادة أو استبدال أفراد الإنقاذ أو الأمن في سبيل الحفاظ على الهدوء و / أو المساعدة في إجراءات التطهير.
فعلى سبيل المثال يدعو «قانون علاقات العمل الأسترالي لعام 1996» إلى احتجاز ضحايا حادث المواد الخطرة (المواد الخطرة):
- اكتسبت إقليم العاصمة الأسترالية للإطفاء والإنقاذ (ACTFB) سلطات إضافية بموجب قانون الطوارئ لعام 2004 لاحتجاز الأشخاص في حوادث المواد الخطرة. [1]

تقترح الوكالة الفيدرالية لإدارة الطوارئ أيضًا ما يلي:
- الضحايا ... قد يتم احتجازهم من أجل ... التطهير. [2]

حتى بعض الأشخاص العقلانيين قد يقاومون الجهود المبذولة لتطهيرهم. أولئك الذين يعتقدون أنهم لم يصابوا بالعدوى قد يقاومون اقتيادهم إلى أماكن قريبة مع ضحايا ملوثين بالسموم والذين لا يزالون قادرين على نقل السموم لمن هم بالقرب منهم. قد يحتاج أولئك الذين يحملون شكلًا من أشكال الملوثات إلى القوة لفصلهم عن ملابسهم وآثارهم الملوثة. قد يخشى البعض الآخر ببساطة الاتصال بالسلطات، أو الانفصال عن الأسرة، أو فقدان الوظيفة بسبب الحجر الصحي، أكثر مما يخشون الملوثات.
يمكن للمجموعات العسكرية، والكنسية، ومجموعات الكشافة ، والمرشدات ، وحتى الشركات كذلك الاستعداد لأي تلوثات محتملة من خلال إجراء تدريبات على إجراءات إزالة التلوث. يمكن أن يكون لهذا تأثير في تقليل احتمالية الذعر، والسماح بإزالة التلوث بشكل أسرع وأكثر نجاحاً.

## معدات التطهير الشامل
تتم عملية التطهير الشامل عن طريق تطهير الخيام أو المقطورات أو المنشآت الثابتة. تحتوي معظم المستشفيات والمطارات على مرفق واحد على الأقل للتطهير الشامل. تمتلك بعض المطارات الحديثة منشأة متنقلة يمكنها إنتاج رغوة التطهير بكميات كبيرة.
يوجد في مطار لوس أنجلوس الدولي نظام تطهير شامل بأربعة مدافع صابون لرش الحشود الهستيرية. يتميز المرفق بخيام منبثقة يمكن فيها للضحايا أن يتقدموا على جانبي الجهاز (كل جنس على حدا) بمجرد غسلهم بالصابون للشطف في حمامات مصممة خصيصًا حيث يمكنهم إزالة جميع الملابس وتجفيفها واستلام ملابس بديلة (ملابس المؤقتة مثل ملاءات الأسرة ومفارش المائدة أو أكياس القمامة مع أجزاء الرأس والذراع).

## التوجيه الفيدرالي الأمريكي
تم نشر الإجراءات المنقحة كجزء من إرشادات (إدارة مشهد حادثة الاستجابة الأولية)، والتي تتضمن نهج جديد قائم على الأدلة لتطهير الإصابات الجماعية. 

## روابط خارجية
- مطار يستعرض «غسيل سيارات بشري»